# Kościół św. Mikołaja we Fromborku
Kościół Świętego Mikołaja – dawny kościół parafialny znajdujący się w mieście Frombork, w województwie warmińsko-mazurskim.

## Historia
Obecna świątynia została wybudowana pod koniec XIV wieku. W następnych latach była ona wielokrotnie poważnie uszkodzona, a następnie odbudowywana, ale nie zatarło to jednak jego pierwotnej formy. Pożary spustoszyły jej wnętrze m.in. w 1414 roku, 1440 roku i 1454 roku. W 1461 roku została częściowo zniszczona podczas oblężenia Fromborka (runęła wtedy cała zachodnia elewacja razem z rzędem filarów). Odbudowa została przeprowadzona w latach 1461–1507. Świątynia została ponownie uszkodzona w 1520 roku i zniszczona w 1574 roku. Po odbudowie budowla została ponownie konsekrowana przez biskupa Marcina Kromera 5 sierpnia 1582 roku. Prace rekonstrukcyjne zostały przeprowadzone także w latach 1691–1694 (po pożarze z około 1680 roku). Jeszcze raz została zrekonstruowana wtedy górna partia elewacji zachodniej, szczyty i dachy, a także całe wnętrze zostało nakryte sklepieniami (wcześniej było nakryte stropem płaskim) i została dobudowana kruchta zachodnia. W 1703 roku została odbudowana dzwonnica (zapewne z XVI wieku, zniszczona przed 1691 rokiem). Świątynia była restaurowana również w latach 1860 i 1935-1937. Po raz kolejny została zniszczona w 1945 roku podczas działań prowadzonych pod koniec II wojny światowej – dach i całe barokowe wyposażenie wnętrza zostały wtedy doszczętnie spalone, zachowały się tylko mury obwodowe. W 1953 roku obiekt został wpisany do rejestru zabytków. Budowla została zabezpieczona i odgruzowana dopiero w 1960 roku, a jej odbudowa do obecnego kształtu została przeprowadzona w latach 1972–1973. Wnętrza zostały zaadaptowane na kotłownię miejską, która znajdowała się w tym miejscu do 2002 roku.

## Budowla
Jest to budowla gotycka, nieorientowana, murowana, wzniesiona z cegły. Wybudowano ją na planie prostokąta jako trójnawowy kościół halowy bez wydzielonego prezbiterium. Od strony zachodniej jest umieszczona kruchta, od wschodniej – zakrystia na planie prostokąta, a nad nią empora otwierająca się do nawy bocznej ostrołukową arkadą. Ściany korpusu nawowego podparte zostały przyporami, podzielone są ostrołukowymi otworami okiennymi i ozdobione są smukłymi ostrołukowymi blendami. Taką samą formę mają portale o uskokowych, profilowanych ościeżach (na elewacji północnej i wewnętrzny, przez który wchodzi się do zakrystii). Trójkątne szczyty świątyni (północny i południowy) podzielone są pięcioma blendami ostrołukowymi. Nad zakrystią zostały zachowane półszczyty schodkowo-sterczynowe, ozdobione blendami o takiej samej formie. Korpus nawowy jest nakryty dachem dwuspadowym złożonym z dachówki (do 2002 roku był umieszczony w nim duży komin, wybudowany na miejscu barokowej sygnaturki z 1691 roku), zakrystia i kruchta – dachami pulpitowymi. Wnętrze świątyni jest podzielone ośmiokątnymi filarami (od strony wschodniej – pierwotne, od zachodniej – z początku XVI wieku). W zakrystii można zobaczyć ślady sklepienia krzyżowo-żebrowego z pierwszej połowy XIV wieku, w emporze stropu z 1691 roku, a w zachodniej kruchcie oryginalne sklepienie krzyżowe z 1691 roku.